# ابوالقاسم جراره
ابوالقاسم جراره (زاده ۱۳۶۰) سیاستمدار ایرانی و نماینده دوره دوازدهم مجلس شورای اسلامی از حوزه انتخابیه تهران، ری، شمیرانات، اسلامشهر و پردیس است. وی پیش‌تر نماینده دوره نهم مجلس شورای اسلامی از حوزه انتخابیه بندرعباس، قشم، ابوموسی، حاجی‌آباد و خمیر در استان هرمزگان و عضو کمیسیون صنایع و معادن مجلس شورای اسلامی  بوده‌است.